# The Hero: Love Story of a Spy
The Hero: Love Story of a Spy ist ein indischer Film aus dem Jahr 2003 von Anil Sharma. Mit Kosten von 550 Millionen Rupien handelt es sich um den bis dato teuersten indischen Film.

## Handlung
Major Arun Khanna ist Offizier der indischen Armee. Er hat ein Netzwerk von Agenten aufgebaut mit dem Ziel, Informationen über terroristische Aktivitäten jenseits der Grenze zu Pakistan zu sammeln. Die aus derselben Stadt stammende Reshma wird ein Teil dieses Netzwerkes. Major Khanna trainiert sie und währenddessen verlieben sie sich ineinander. Zögerlich wie er ist, setzt er sie jedoch außer Landes als Dienstmädchen in Colonel Hidayatullas Haus ein. Dieser hat ein Bündnis mit Ishak Khan und Maulana Azhar, Feinde von Major Khanna.
Reshmas Funktion wird jedoch vor Ishak Khan aufgedeckt und sie muss von dort fliehen, kann jedoch wichtige Informationen sammeln. Major Arun Khanna offenbart ihr seine Liebe und macht ihr einen Heiratsantrag. Die Hochzeitsfeier auf einem Schiff wird von einem Angriff von Terroristen beendet.
Major Khanna findet heraus, dass Ishak Khan und Maulana Azhar für den Angriff verantwortlich sind. Er inszeniert seinen eigenen Tod und dringt in das Terroristennetzwerk ein. Er folgt ihnen nach Kanada, wo aufgedeckt wird, dass sie den Bau einer Atombombe planen. Reshma wird in Pakistan in der Obhut von Dr. Salman gefunden und für eine Operation nach Kanada gebracht. Dort ist ihr Arzt Shaheen, Tochter von Mr. Zakaria, der in Verbindung mit Ishak Khan steht. Reshma erfährt, dass Khanna lebt und sich ebenfalls in Kanada aufhält.
Khanna wechselt seine Identität zum Atomwissenschaftler Wahid. Er spielt eine Liebe zu Shaheen Zakaria und möchte in Zakarias Gruppe mitarbeiten. Um das Vertrauen von ihnen zu gewinnen, heiratet er Shaheen. Reshma trifft Wahid und Wahid/Major Khanna ist froh, dass Reshma lebt. Da sie aber noch nicht zusammenkommen können, verlässt ihn Reshma.
Major Khanna deckt die Pläne von Maulana Azhar, Mr. Zakaria und Ishak Khan auf. Shaheen stirbt und Khanna und Reshma finden zusammen.